# Funktionsrum
Ett funktionsrum är inom matematiken en mängd bestående av en viss sorts funktioner från en specifik mängd {\displaystyle X} till en mängd {\displaystyle Y}. Funktionsrummen är ofta topologiska rum, vektorrum eller båda.

## Exempel
- I linjär algebra bildar mängden av alla linjära avbildningar från ett vektorrum till ett vektorrum själv ett vektorrum.
- I funktionalanalys studerar man olika följdrum, som är mängder av alla följder, det vill säga funktioner från de naturliga talen till någon mängd {\displaystyle X}, som uppfyller vissa kriterium.
- I lambdakalkyl och funktionell programmering uttrycks ofta funktionsrum som högre ordningens funktioner.

## Funktionalanalys
Mycket av funktionalanalysen handlar om att skaffa tillräckliga tekniker för att kunna göra studiet av topologiska vektorrum lika enkelt som studiet av ändligtdimensionella normerade vektorrum. Exempel på funktionsrum från funktionalanalysen är:
- Lp-rum
- Cn-rum, funktioner vars {\displaystyle n} första derivator är kontinuerliga.
- {\displaystyle W^{k,p}}, Sobolevrum.